# Nicolás Fagúndez
Nicolás Emilio Fagúndez Sequeira (Salto, Uruguay, 20 de febrero de 1986) es un futbolista uruguayo que juega como delantero y actualmente milita en el gran club atlético Ceibal.

## Clubes
Nació futbolísticamente en Nacional de Salto, donde debutó en 2003 y estuvo hasta 2011. Luego retornó en 2013. 